# Lilian Thuram
Lilian Thuram (* 1. ledna 1972 v Pointe-à-Pitre) je bývalý francouzský fotbalista pocházející z Guadeloupe. Pelé ho roku 2004 zařadil mezi 125 nejlepších žijících fotbalistů.

## Ocenění

### Klubové
AS Monaco
- Francouzský pohár: 1991

Parma
- Coppa Italia: 1999
- Supercoppa Italiana: 1999
- Pohár UEFA: 1999

Juventus
- Serie A: 2001/02, 2002/03
- Supercoppa Italiana: 2002, 2003

Barcelona
- Supercopa de España: 2006

### Reprezentační
Francie
- Mistrovství Evropy: 2000
- Mistrovství světa: 1998
- Konfederační pohár FIFA: 2003

### Individuální
- Guerin d'Oro: 1997
- Mistrovství světa - Bronzový míč: 1998
- Mistrovství světa - tým turnaje: 1998
- Řád čestné legie: 1998
- Mistrovství Evropy - tým turnaje: 2000

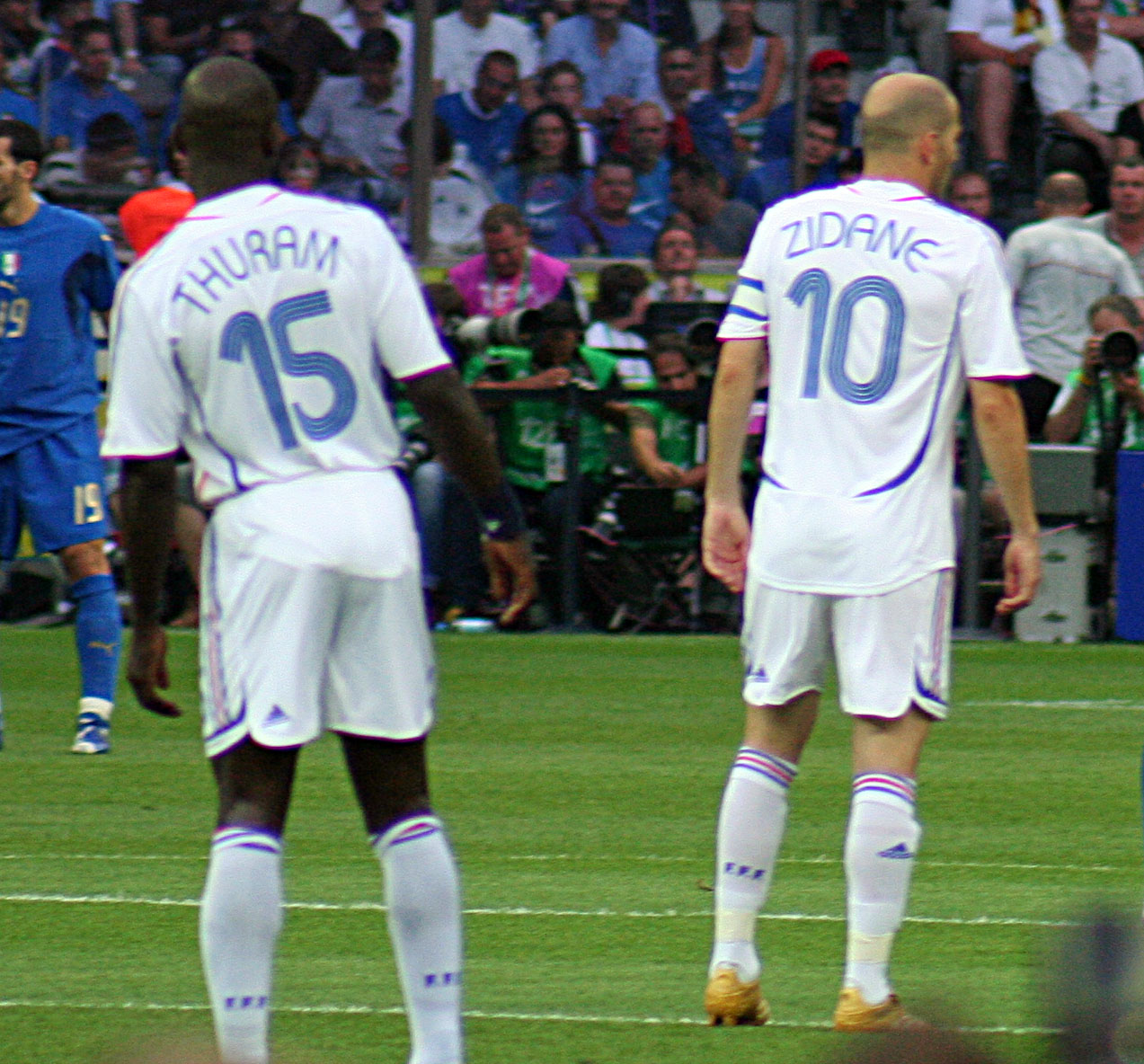
Thuram ve finále MS 2006

- FIFA 100: 2004
- FIFPro - světová XI: 2006